# Parc quasi national de Yaba-Hita-Hikosan
Le parc quasi national de Yaba-Hita-Hikosan (耶馬日田英彦山国定公園) est un parc national du Japon qui couvre les préfectures de Fukuoka, Kumamoto et Ōita,. Il a été créé le 29 juillet 1950 et sa superficie est de 850,2 km2.